# Tasna Buen Retiro
Tasna Buen Retiro ist eine Siedlung im Departamento Potosí im südamerikanischen Anden-Staat Bolivien.

## Lage im Nahraum
Tasna Buen Retiro ist die zweitgrößte Ortschaft des Kanton Río Blanco im Municipio Cotagaita in der Provinz Nor Chichas. Die Ortschaft liegt auf einer Höhe von 4000 m am Ostrand des Vulkankegels des Cerro Tasna, der sich mit 5056 m aus dem Höhenzug der Cordillera de Chichas erhebt und reiche Erzvorkommen vor allem an Bismut, Zinn, Wolfram, Kupfer und Gold aufweist.

## Geographie
Tasna Buen Retiro liegt am Südostrand des bolivianischen Altiplano zwischen der Cordillera de Chichas und der südlich anschließenden Cordillera de Lípez. Das Klima in der Region ist ein typisches Tageszeitenklima, bei dem die mittleren Temperaturunterschiede zwischen Tag und Nacht deutlicher ausfallen als zwischen den Jahreszeiten.
Die Jahresdurchschnittstemperatur von Tasna Rosario beträgt 6 °C (siehe Klimadiagramm Tasna Rosario), die Monatswerte schwanken zwischen 2 °C im Juni/Juli und 8 bis 9 °C in den Sommermonaten von November bis März. Der Jahresniederschlag erreicht nur 200 mm, und während sieben Monate lang nahezu kein Niederschlag fällt, reicht – auch auf Grund der Höhenlage – der Sommerniederschlag mit Monatswerten zwischen 20 und 50 mm kaum für nennenswertes Pflanzenwachstum.

## Verkehrsnetz
Tasna Buen Retiro liegt abseits des allgemeinen Straßennetzes Boliviens in einer Entfernung von 325 Straßenkilometern südwestlich von Potosí, der Hauptstadt des Departamentos.
Von Potosí aus führt die überregionale Nationalstraße Ruta 5 in südwestlicher Richtung über 208 Kilometer bis nach Uyuni am Salzsee Salar de Uyuni. Von dort aus führt die 197 Kilometer lange Ruta 21 über Cerdas und Atocha nach Tupiza, wo sie auf die Ruta 14 stößt, die weiter nach Villazón an der Grenze zu Argentinien führt.
In Cerdas zweigt von der Ruta 21 eine unbefestigte Landstraße nach Nordosten ab und erreicht nach 43 Kilometern über die Minensiedlung Tasna Rosario das nahe gelegene Tasna Buen Retiro.

## Bevölkerung
Die Einwohnerzahl des Ortes ist allein im vergangenen Jahrzehnt auf mehr als das Dreifache angestiegen:
| Jahr | Einwohner   | Quelle       |
| ---- | ----------- | ------------ |
| 1992 | keine Daten | Volkszählung |
| 2001 | 243         | Volkszählung |
| 2012 | 796         | Volkszählung |
| 2024 |             | Volkszählung |

Die Bevölkerung der Region gehört vor allem dem indigenen Volk der Quechua an, 96,1 Prozent der Einwohner im Municipio Cotagaita sprechen Quechua.